# Shijian-13
Shijian-13 (также известный как ChinaSat-16) — экспериментальный телекоммуникационный спутник, созданный Китайской академией космических технологий (CAST). На спутнике будет испытана двигательная установка, оснащённая электрическим (ионным) двигателем LIPS-200, который будут использоваться для достижения точки стояния на геостационарной орбите высотой 36 000 км, а также для удержания позиции и маневрирования на орбите.
Спутник оборудован полезной нагрузкой Ka-диапазона высокой пропускной способности (до 20 Гбит/с) и будет предоставлять широкополосный доступ в Интернет для пассажиров авиалайнеров и высокоскоростных поездов на территории Китая. Кроме того, на аппарат установлено оборудование для проведения эксперимента по лазерной коммуникации с наземной станцией.
В основе спутника лежит китайская космическая платформа DFH-3B. Масса спутника при запуске — около 4600 кг. Ожидаемый срок службы спутника — не менее 15 лет.
Спутник будет располагаться на орбитальной позиции 110,5° восточной долготы.
Запуск спутника Shijian-13 выполнен 12 апреля 2017 года в 11:04 UTC, с помощью ракеты-носителя Чанчжэн-3B/E со второй стартовой площадки космодрома Сичан.